# Transientendesigner
Als Transientendesigner bezeichnet man Geräte, die die gezielte Bearbeitung der Transienten eines Audiosignals erlauben. Die Anschlagphase (Attack) und/oder die Ausklangphase (Sustain) eines Signals können gezielt angehoben oder abgesenkt werden.

## Anwendungsmöglichkeiten
Anwendungsmöglichkeiten für Transientendesigner sind beispielsweise die gezielte Betonung des Anschlags einer Trommel oder die Abschwächung des Nachhalls in einem Signal. Auch kreative und untypische Anwendungen sind natürlich denkbar: so können Perkussionsklänge ohne wirklich hörbaren Anschlag eine interessante Soundidee darstellen.
Primär sind Transientendesigner auf die Bearbeitung von Einzelsignalen ausgelegt; für Summensignale sind sie prinzipbedingt nicht geeignet, auch wenn sie hin und wieder mal in der Masteringkette verwendet werden.

## Bauarten
Transientendesigner gibt es in verschiedenen Bauformen: als Hardware (z. B. SPL Transient Designer), oder auch als Software-Plug-In für die bekannten Schnittstellen, wie VST oder AU. Bekannte Pendants sind der Trans-X von Waves, der Transient-Modulator von Sony Oxford, der Transmodder von Voxengo oder das Freeware-Plug-In Dominion von Digitalfishphones.

## SPL Transient Designer
Das erste Gerät seiner Art war der Transient Designer 2 Modell 9946 der Firma SPL. Er entstand aus einer Idee von Ruben Tilgner, der die sogenannte Differential Envelope Technology entwickelte und auf dieser Basis den Transient Designer als zweikanaliges, 1HE großes, 19-Zoll-Rackgerät entwarf. Später folgte eine vierkanalige Version, die im Gegensatz zur zweikanaligen Version symmetrische Ein- und Ausgänge besitzt und ebenfalls nur 1HE in Anspruch nimmt.

## Funktionsweise
Ein Transientendesigner basiert auf mehreren Hüllkurven-Folgern, die das anliegende Audiosignal in unterschiedlicher Schnelle (Integrationszeit) abtasten. In SPLs Transient Designer arbeiten pro Kanal vier Hüllkurven, wobei zwei für das Attack-Regelnetzwerk und zwei für das Sustain-Regelnetzwerk zuständig sind.
Die Bearbeitung der Attackphase erfolgt, in dem die erste Hüllkurve mit schneller Einschwingphase dem Amplitudenverlauf des anliegenden Signals folgt. Die zweite Hüllkurve des Attack-Regelnetzwerks besitzt eine langsamere Einschwingphase und folgt daher dem Signalverlauf erst nach einer kurzen Zeit. Berücksichtigt werden müssen die Verläufe der Hüllkurven bis zu dem Punkt, an dem sie sich schneiden. Wenn nun Hüllkurve 2 von Hüllkurve 1 subtrahiert wird, erhält man eine neue Kurve, die die Attackphase des Signals darstellt und als Steuerspannung für einen VCA dient. Mittels eines Potentiometers lässt sich nun einstellen, wie stark der VCA mit Hilfe dieser Steuerspannung Einfluss auf das anliegende Audiosignal haben soll. Die Einschwingphase kann je nach Wunsch, beliebig angehoben oder abgeschwächt werden.
Die Funktionsweise des Sustain-Regelnetzwerkes ist grundsätzlich ähnlich; sie unterscheidet sich aber teilweise vom Attack-Regelnetzwerk. Hüllkurve 1 verhält sich genauso wie die erste Hüllkurve im Attack-Bereich: Sie hat eine kurze Einschwingphase und folgt dem Amplitudenverlauf des Signals. Auch die zweite Hüllkurve hat eine kurze Einschwingphase; gleichzeitig ist aber ihre Ausschwingphase sehr lang und somit folgt sie dem eigentlichen Verlauf des Signals nur kurz, um dann lange auf dem Niveau des Spitzenpegels zu bleiben. Auch bei der Bearbeitung der Sustain-Phase wird nun wieder eine Differenz gebildet: Hüllkurve 1 wird von Hüllkurve 2 subtrahiert und daraus resultiert eine Kurve, welche die Sustainphase des Signals beschreibt und als Steuerspannung für den zuständigen VCA dient. Mit dessen Hilfe kann dann die Ausklangphase des Signals angehoben oder abgesenkt werden.